# Zaio
Zaio oder Zaïo (arabisch زايو, DMG Zāyū; Zentralatlas-Tamazight ⵣⴰⵢⵢⵓ Zayyu) ist eine Stadt mit etwa 36.000 Einwohnern in der Provinz Nador in der Region Oriental im Norden Marokkos.

## Lage und Klima
Zaio liegt am Fuße des Berges Al-Idara zwischen Nador und Berkane an der Nationalstraße N2 in einer Höhe von ca. 220 m. Zum Mittelmeer im Norden sind es etwa 20 km und zur nächsten größeren Stadt Nador im Nordwesten 30 km. Etwa 10 km südöstlich von Zaio fließt der Moulouya vorbei. Das Klima ist trocken und warm; der spärliche Regen (ca. 220 mm/Jahr) fällt hauptsächlich im Winterhalbjahr.

## Bevölkerung
| Jahr      | 1994   | 2004   | 2014   | 2024   |
| Einwohner | 25.920 | 29.851 | 35.806 | 36.766 |

Rund 75 % der Einwohner sind arabisierte Berber; etwa 20 % sind ursprüngliche Berber und der Rest sind Ausländer aus Europa. In Zaio wird  vorwiegend Marokkanisches Arabisch gesprochen. 

## Wirtschaft
Orangenplantagen und Olivenplantagen gehören zu den Haupteinnahmequellen der Region, aber auch Zuckerrüben werden angebaut. Die Zuckerfabrik Al-Gazal in Zaio ist die größte ihrer Art in Marokko. Den Zucker vertreibt das Unternehmen im ganzen Land. Neben der Zuckerproduktion existiert noch eine Backsteinfabrik.

## Geschichte
Die Geschichte Zaios begann um 1700 mit dem Stamm der Ouled Settout. Diese siedelten aber um 1825 aus Zaio aus und zogen nach Sabra, Moulay, Sidi Atman und Bouarg, da der Zustrom von neuen Einwanderern immer größer wurde. Diese waren überwiegend Bauern, Handelsleute und Importeure. Zaio entwickelte sich Ende 1800 zu einem Treffpunkt für Handelsleute aus Berkane, Oujda, Nador und dem gesamten Osten Marokkos. Seit etwa 1960 ist Zaio für seine Orangenernte und Olivenanbau bekannt.